# Robert Mallet (géologue)
Pour les articles homonymes, voir Robert Mallet et Mallet.
Robert Mallet (3 juin 1810-5 novembre 1881) est un ingénieur et géologue irlandais né à Dublin. Il étudie à Trinity College et est diplômé en 1830.

## Biographie

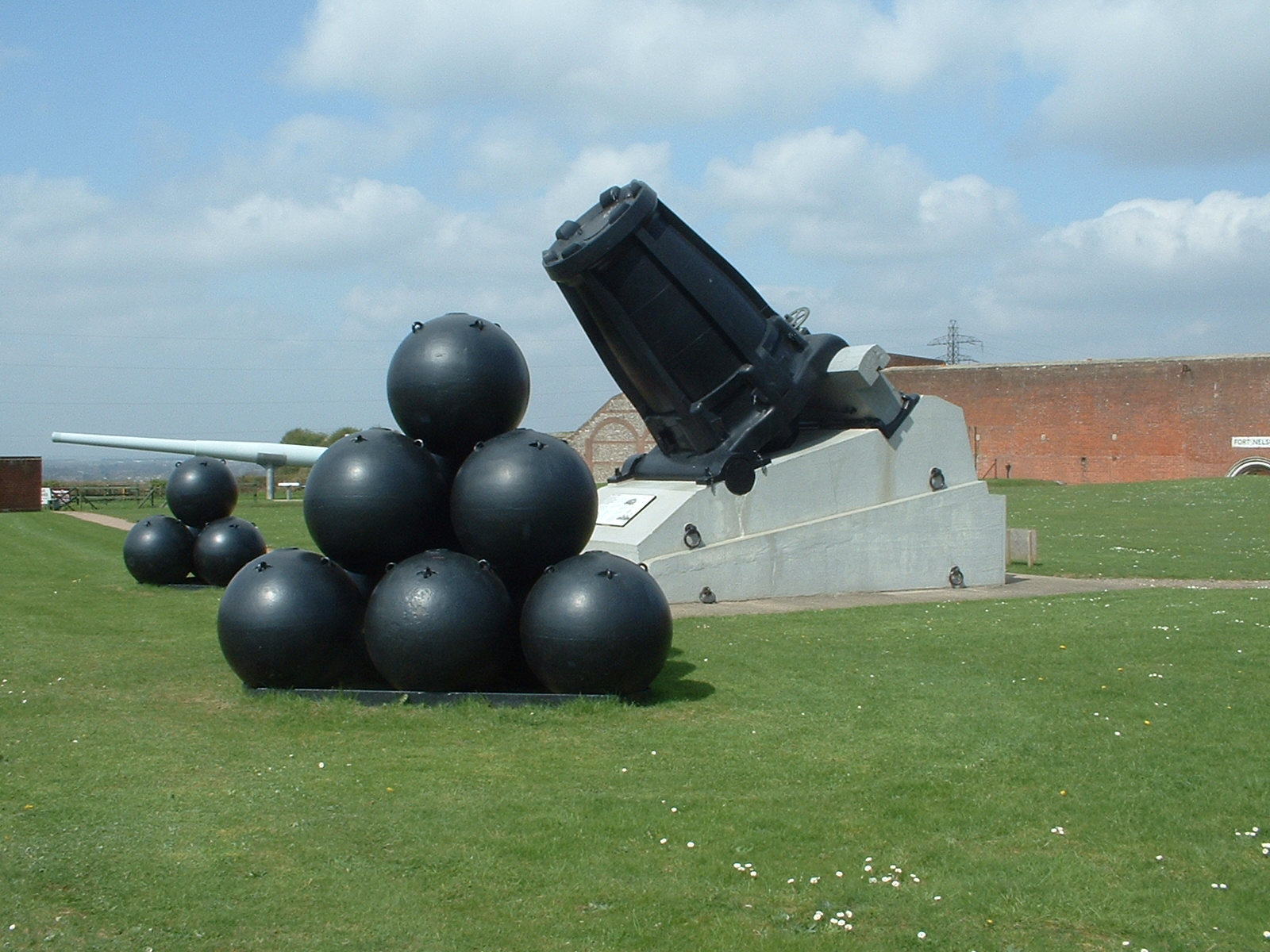
Mortier Mallet

Robert Mallet est l'architecte de plusieurs ponts, notamment à Londres et d'au moins un phare, le Fastnet Rock. Mais il est plus connu de nos jours pour ses travaux sur les tremblement de terre. De 1852 à 1858 il est engagé, avec son fils John William Mallet, pour préparer The Earthquake Catalogue of the British Association (Le catalogue des tremblements de terre de la British Association) et mesurer, à l'aide d'explosions de poudre à canon, la vitesse de propagation des ondes sismiques dans le sable et les roches solides.
En 1862 il publie deux volumes sur le tremblement de terre de Naples en 1857 et  The First Principles of Observational Seismology (Les principes premiers de la sismologie d'observation). Il apporte alors la démonstration  que l'hypocentre du tremblement de terre de Naples se situe entre 12 et 15 km de profondeur.
Un de ses plus importants travaux est Volcanic Energy: an Attempt to develop its True Origin and Cosmical Relations portant sur l'origine de l'énergie volcanique et dans lequel il pense réussir à démontrer que la chaleur volcanique peut être attribuée aux compressions, contorsions et autres déformations de la croûte terrestre, conduisant à la création de lignes de fractures permettant à l'eau de s'infiltrer et, si la température générée devient suffisante, permettant des éruptions volcaniques de vapeur ou de lave. Il est élu membre de la Royal Society en 1854 et reçoit la médaille Wollaston décernée par la Geological Society of London en 1877.
Aveugle les 7 dernières années de sa vie il meurt à Clapham, Londres.